# Paa exilispinosa
Paa exilispinosa é uma espécie de anfíbio da família Ranidae.
Pode ser encontrada nos seguintes países: China e Hong Kong.
Os seus habitats naturais são: florestas subtropicais ou tropicais húmidas de baixa altitude, regiões subtropicais ou tropicais húmidas de alta altitude, matagal húmido tropical ou subtropical, matagal tropical ou subtropical de alta altitude, rios e pântanos.
Está ameaçada por perda de habitat.